# Athamanthia
Athamanthia is een geslacht van vlinders van de familie Lycaenidae.

## Soorten
- A. athamantis (Eversmann, 1854)
- A. dimorpha (Staudinger, 1881)
- A. japhetica (Nekrutenko & Effendi, 1983)